# أرتور بالما
أرتور بالما (بالإسبانية: Arturo Palma) هو لاعب كرة قدم مكسيكي، ولد في 16 يناير 2002.